# Le Silence avant Bach
Pour plus de détails, voir Fiche technique et Distribution.
Le Silence avant Bach (Die Stille vor Bach) est un film espagnol réalisé par Pere Portabella, sorti en 2008.

## Synopsis
Le Silence avant Bach, œuvre d'un réalisateur catalan de 78 ans, explore, avec fantaisie, les liens que la musique de Bach peut entretenir avec les images en mouvement, et la place de cette musique dans l'Europe actuelle. Tourné en trois langues (catalan, allemand, et espagnol) entre Barcelone, Leipzig et Dresde, le film parcourt l'espace et le temps, de l'installation de Bach à Leipzig comme cantor en 1723, jusqu'à notre XXIe siècle européen, au moyen de courtes séquences, très diverses (reconstitutions, voyages, entretiens, visites...), aux liens subtils.

## Fiche technique
- Titre : Le Silence avant Bach
- Titre original : Die Stille vor Bach
- Titre espagnol : El Silencio antes de Bach
- Réalisation : Pere Portabella
- Scénario : Pere Portabella, Carles Santos, Xavier Albertí
- Production : Films 59, Pere Portabella, Pascual Otal
- Musique : Jean-Sébastien Bach, Felix Mendelssohn, György Ligeti
- Photographie : Tomàs Pladevall
- Son : Albert Manera
- Montage : Òskar Gómez
- Décors : Quim Roy
- Costumes : Montse Figueras
- Pays d'origine : Espagne
- Format : Couleurs - 2,35:1 - Dolby Digital - 35 mm
- Genre : Drame et film musical
- Durée : 102 minutes
- Date de sortie : 19 novembre 2008 à Paris

## Distribution
- Àlex Brendemühl : Camionneur
- Christian Brembeck : J. S. Bach
- Féodor Atkine : Vendeur de pianos
- George-Christoph Biller : Cantor de St Thomas
- Georgina Cardona : Violoncelliste
- Lucien Dekoster : Accordeur de pianos
- Beatriz Ferrer-Salat : Amazone
- Gertrud Kossler : Cliente
- Fanny Silvestre : Anna Magdalena Bach
- Lina Lambert : Mère de Mendelssohn
- Daniel Ligorio : Felix Mendelssohn
- Jordi Llordella : Ami de Mendelssohn
- Ferran Ruiz : Fils de Bach
- Thomas Sauerteig : Ami de la violoncelliste
- Franz Schuchart : Guide touristique
- Christian Atanasiu : Majordome